# Magnetófono de cartuchos
Un magnetófono de cartuchos o cartuchera es un dispositivo electrónico capaz de reproducir o grabar cartuchos, unas unidades que contienen una bobina de cinta magnética donde se almacena audio en formato analógico.

## Funcionamiento
El cartucho está formado por una cinta magnética sin fin (es decir, cuyos extremos están unidos) donde el sonido está codificado magnéticamente. El magnetófono arrastra esta cinta haciéndola pasar por un cabezal que transforma la señal magnética en una señal eléctrica la cual es posteriormente amplificada.

## Magnetófono de cartuchos Fidelipac

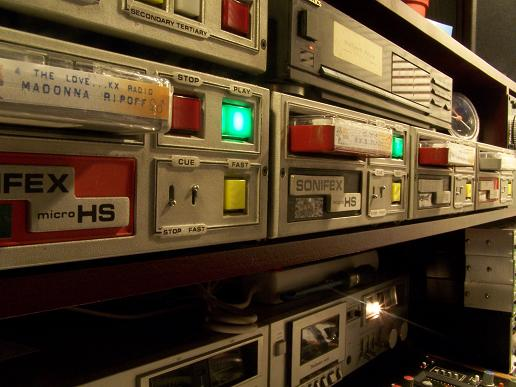
Magnetófonos reproduciendo cartuchos Fidelipac

Los cartuchos de estos magnetófonos, también llamados cartuchos NAB (de National Association of Broadcasters), podían tener varios tamaños:
- A: El pequeño, de 4 pulgadas de ancho, más común y con un tiempo máximo de reproducción de 10 minutos a una velocidad de 7,5 pulgadas/s.
- B: El mediano, de 6 pulgadas de ancho, podía almacenar programas más largos, de hasta 20 minutos.
- C: El más grande, de 8 pulgadas de ancho, podía almacenar programas de hasta 30 minutos.

Tenían originalmente 2 pistas: una codificaba una grabación de sonido monoaural y en la otra se grababan tonos que le indicaban al magnetófono en qué posición debía detener automáticamente la reproducción, en qué posición comenzaba el programa o incluso cuándo debía activar otro magnetófono. Las versiones posteriores utilizaron tres pistas, dos para sonido estereofónico y la tercera para los tonos.
Estos magnetófonos no estaban dirigidos al público general, sino que se utilizaban para reproducir cuñas, sintonías, anuncios o pautas publicitarias en las emisoras de radio antes de que llegara la programación informatizada.
Eran muy convenientes porque al emitir un anuncio el cartucho quedaba listo para poder volver a emitir el anuncio sin necesidad de rebobinarlo. De hecho, las dotaciones de las emisoras podían tener conectados en serie varios magnetófonos en cadena, de modo, que cuando acaba de reproducirse un corte, automáticamente empezaba el siguiente.

## Magnetófono de cartuchos de 4 pistas

Mecanismo reproductor de un magnetófono de cartuchos de 4 pistas con el rodillo levantado (en posición de reproducción)

Estos magnetófonos usan los cartuchos Fidelipac de tamaño A pero emplean una codificación diferente y son llamados (Muntz) Stereo-Pak. En concreto, la cinta es reproducida a la mitad de velocidad que en Fidelipac y está dividida en 4 pistas independientes, lo cual permite grabar en la misma cinta 2 programas estereofónicos (de 2 canales cada uno: izquierda y derecha).
El programa a reproducir se puede seleccionar manualmente en el magnetófono mediante un selector. Estos cartuchos suelen tener una de las caras transparente.

## Magnetófono de cartuchos de 8 pistas

Mecanismo reproductor de un magnetófono de cartuchos de 8 pistas

En los cartuchos de 8 pistas la cinta está dividida en 8 pistas independientes, lo cual permite grabar en la misma cinta 4 programas estereofónicos (de 2 canales cada uno) o bien 2 programas cuadrafónicos (de 4 canales cada uno). Esto daba un tiempo total de grabación de 46 a 90 min (algunos fabricantes llegaron a vender cartuchos de 100 min) en programas estereofónicos. O bien la mitad de tiempo en programas cuadrafónicos.
La posición donde comienza y acaba la grabación en la cinta está marcada mediante una lámina metálica. Algunos magnetófonos son capaces de detectar esta marca mientras reproducen el cartucho, lo cual les permite cambiar automáticamente al siguiente programa al terminar el anterior. También es posible cambiar manualmente al siguiente programa apretando un botón del magnetófono.
Los cartuchos de 8 pistas incorporan un rodillo que ayuda al reproductor a arrastrar la cinta, mientras que los cartuchos de 4 pistas disponen de un agujero a través del cual el magnetófono introduce un rodillo que forma parte de la pletina. Los estuches de estos cartuchos suelen ser opacos, al contrario que los cartuchos Fidelipac.
Estos sistemas de reproducción fueron populares en automóviles.

## Historia
El formato de cartuchos Fidelipac fue el primer formato de cinta de audio disponible comercialmente. Está basado en el diseño de cartucho de cinta sin fin desarrollado por Bernard Cousino en 1952, mientras compartía espacio con George Eash en su tienda de electrónica a principios de la década de 1950. Después de desarrollarlo en 1954, Eash decidió otorgarle la licencia del formato Fidelipac a Telepro Industries, en Cherry Hill, Nueva Jersey para su fabricación en vez de fabricarlo él mismo. Después, Telepro fabricó y comercializó el formato con la marca Fidelipac. Este sistema fue utilizado en emisoras de radio para reproducir grabaciones a partir de 1959.
El posterior cartucho de 4 pistas fue una adaptación realizada por Earl "Madman" Muntz en 1962 a partir del diseño del cartucho Fidelipac. Muntz y Eash se asociaron para ofrecer un sistema de reproducción cintas para automóviles llamado Autostereo, aunque generalmente se comercializaba bajo el nombre Stereo-Pak.
En 1964, posteriormente al desarrollo del cartucho de 4 pistas se creó el cartucho de 8 pistas por un consorcio liderado por Bill Lear, de Lear Jet Corporation, junto con Ampex, Ford Motor Company, General Motors, Motorola y RCA Victor Records (RCA - Radio Corporation of America). En abril de 1970, RCA anunció una versión posterior cuadrafónica que se denominó inicialmente Quad-8 y después Q8 (a diferencia de la versión anterior, de sonido estéreo, más ampliamente utilizada).